# Im Alleingang (Album)
Im Alleingang ist das zweite Soloalbum des Bremer Rappers Shiml. Es erschien am 30. Januar 2009 über das Düsseldorfer Label Selfmade Records. Die Lieder des Albums können der deutschsprachigen Hip-Hop-Musik zugeordnet werden. Ein Großteil der Titel, die sich thematisch mit Problemen des Alltags auseinandersetzen, wird melancholisch präsentiert. Der Musiker Alper war für den Hauptanteil der Produktion verantwortlich. Im Alleingang konnte sich mit Platz 86 als erste Veröffentlichung Shimls in den deutschen Charts platzieren.

## Hintergrund und Entstehung
Shiml, der mit bürgerlichem Namen Jan Viohl heißt, unterschrieb Ende 2005 einen Vertrag bei dem Independent-Label Selfmade Records und veröffentlichte kurz danach das Album Hinterm Horizont. Es folgten zahlreiche Konzerte, die er mit dem Rapper MontanaMax absolvierte, und 2007 die Veröffentlichung des Samplers Chronik 1, dessen Lieder von den Rappern Kollegah, Favorite, Slick One und Shiml beigesteuert worden waren. Abgesehen von Chronik 1 erschien keine weitere Veröffentlichung des Bremers. Dennoch gibt Shiml an, dass er in den zwei Jahren vor der Fertigstellung seines zweiten Albums um die vierzig Stücke aufgenommen hat.
Neben seiner Tätigkeit als Rapper begann Viohl nach der Veröffentlichung seines ersten Albums mit einer Ausbildung und einem Studium im Bereich Werbung und Kommunikation in Bremen. Dies sei ihm wichtig, da er sich mit einem abgeschlossenen Studium sicherer fühle und im Falle des Misserfolgs als Musiker weitere Berufsmöglichkeiten vorhanden sind. Des Weiteren arbeitet Viohl in einer Bremer Werbeagentur.
Der Großteil der Aufnahmen für Im Alleingang entstand im Zeitraum von Juni bis Dezember 2008. Durch die Arbeit in der Werbeagentur war Shiml zeitlich eingeschränkt, sodass viele Stücke erst in der Nacht fertiggestellt worden sind. Die Veröffentlichung des Albums wurde am 30. Januar im Rahmen einer sogenannten „Releaseparty“, auf der unter anderem Shiml, MontanaMax und Favorite auftraten, im Magazinkeller in Bremen gefeiert.

## Inhalt

### Titelliste
| #   | Titel                           | Produzent      | Länge |
| --- | ------------------------------- | -------------- | ----- |
| 1.  | Erster Akt                      | Alper          | 3:15  |
| 2.  | Kannst du ihn sehen             | Mauvais Garcon | 3:40  |
| 3.  | Marschmusik (feat. Montana Max) | Alper          | 4:25  |
| 4.  | Im Alleingang                   | Alper          | 3:47  |
| 5.  | 3000 Watt                       | 7 Inch         | 4:04  |
| 6.  | Zeitraffer                      | 7 Inch         | 3:46  |
| 7.  | Ich regel das (feat. Casper)    | Mauvais Garcon | 3:05  |
| 8.  | Truemanshow                     | Alper          | 4:10  |
| 9.  | Bumfight                        | Awe            | 3:42  |
| 10. | Du willst mehr                  | Shiml          | 4:06  |
| 11. | Panik                           | Mauvais Garcon | 3:21  |
| 12. | Schritt für Schritt             | Alper          | 3:49  |
| 13. | Weinender Clown (feat. Tua)     | Alper          | 4:33  |
| 14. | Tequila                         | Bjet           | 3:57  |
| 15. | Credits                         | Alper          | 3:58  |
| 16. | Outro                           | Rizbo          | 2:14  |

### Texte
Shiml trägt seine Texte als Sprechgesang in Form eines Raps vor. Die Texte setzen sich aus Strophen und einer Hookline, eine für ein Musikstück charakteristische Melodiephrase, ähnlich dem Refrain, zusammen. Zahlreiche Texte des Albums sind von den privaten Problemen und den negativen Erlebnissen im Bekanntenkreis Shimls geprägt. Dadurch ist die Grundstimmung der meisten Lieder negativ. Auch die tägliche Arbeit, die Jan Viohl neben der Tätigkeit als Musiker verrichtet, und der damit verbundene Zeitmangel haben sich, etwa im Text des Titels Zeitraffer, niedergeschlagen. Des Weiteren finden sich einige, laut Shiml, inhaltslose Stücke, die der Stilrichtung Battle-Rap zugeordnet werden können, auf Im Alleingang.
Kannst du ihn sehen behandelt den Wunsch ein erfolgreicher Musiker zu werden und auf Bühnen aufzutreten. Shiml gibt dabei seinen Werdegang wieder, indem er über sich in der dritten Person berichtet.
Die Titel 3000 Watt, Bumfight und Panik fallen aus dem Rahmen, da sie der oben erwähnten Variante des Battle-Raps zugewiesen werden können. Der vortragende Rapper stellt sich in diesen Titeln ausgeprägt positiv dar und greift imaginäre Gegner verbal an. Shiml wurde unter anderem durch sein Umfeld dazu animiert, einige Battle-Rap-Stücke dem Album hinzuzufügen. Außerdem sieht er diese Stilrichtung auch als eine musikalische Facette an, die sich durch sein Werk durchziehe, da auch frühere Veröffentlichungen des Bremers vom Battle-Rap geprägt waren.

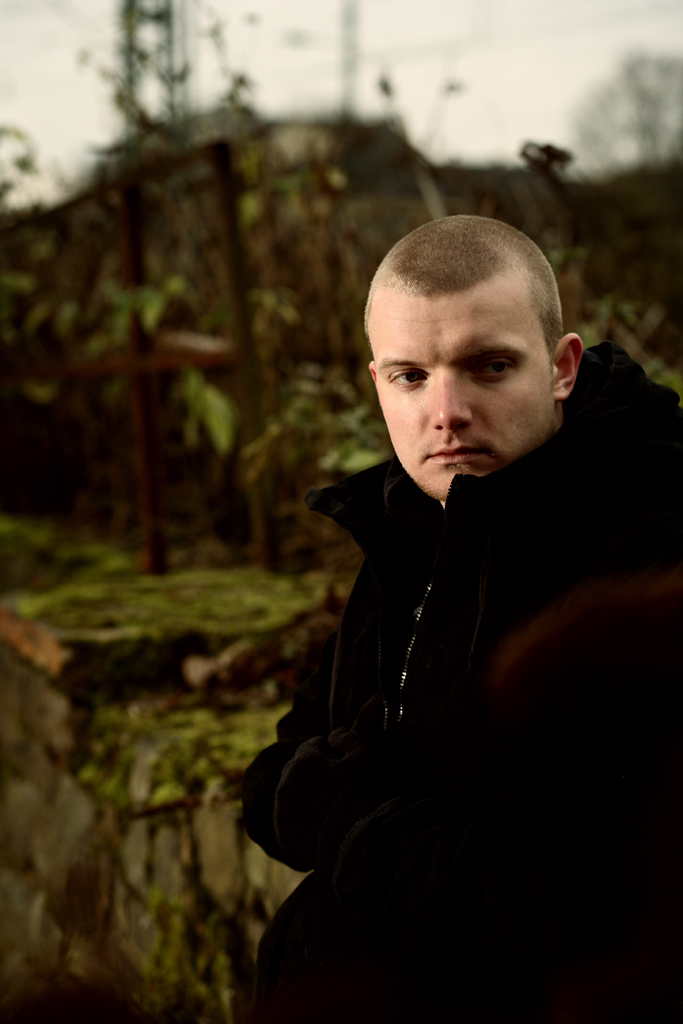
Shiml

Das Lied Zeitraffer behandelt die Themen Arbeit und Alltag. Dabei beschreibt Shiml als Erzähler ausschnittsweise den Tag eines Mannes sowie dessen Gedankengänge. Das Leben der Person zeichnet sich vor allem durch Monotonie aus: „Er betritt seine Bürotür, 60 Stunden in der Woche erträgt er diesen Geruch hier. Und es hört nicht auf, er setzt sich hin. Rente, er wartet bis er 60 wird.“ Die namenlose Person leidet unter der eigenen Ziellosigkeit: „Jetzt steht er da, im Anzug, wo ist die Zeit? Leute kamen und gingen, doch was er nicht begreift ist, wieso das Bunte in seinem Herzen grauer wurde, wieso er traurig ohne Ziel lebt mit tauben Ohren.“ Ein Charakteristikum des Stücks ist, dass Shiml die Perspektive, die der Erzähler einnimmt, wiedergibt: „Melancholische Szene, Häuserreihen, Perspektive von hinten, er läuft gerade Heim, schwenkt seinen Blick zur Seite, Harmonie, er ist für sich alleine.“ Für die Anfertigung des Texts zu Zeitraffer benötigt Shiml weniger als zwei Stunden. Der Titel gehört zu den persönlichen Lieblingsstücken des Rappers von Im Alleingang.
Der Titel Truemanshow ist eine Anspielung auf den mit Jim Carrey in der Hauptrolle umgesetzten Film Die Truman Show. Zu Beginn des Stücks wird ein Auszug aus dem Film angespielt. Shiml gibt an, dass er sich in dem Lied, ebenso wie in Weinender Clown, mit den „Schattenseiten des Bekanntseins“ auseinandersetzt. So schildert er exzessiven Alkoholkonsum und das Verhalten der Fans, die ihn bei sich zuhause aufsuchen oder Nachrichten im Internet zuschicken. In seiner „Truemanshow“ ist Shiml, laut Text „Statist und Hauptdarsteller zugleich“. Trotz der negativen Darstellung des Lebens einer in der Öffentlichkeit stehenden Person, stellt Shiml den Drang nach dem Dasein als Musiker heraus: „Keine Kritik von mir, ich hasse es nicht, ich liebe es. Doch Liebe ist ein saurer Apfel, den man bis zum Stil auffrisst. Und ich greife zu, stille mein' Hunger und will noch mehr, immerzu rein damit, ich kotz' mich aus, komm folge mir!“
Eher dem Genre des Storytellings kann der Titel Tequila zugeordnet werden. Shiml schildert seine Erlebnisse auf Partys in Bezug auf Alkoholkonsum und Frauen. Nachdem er mit der Frau geschlafen hat, wartet er, bis sie einschläft, um sie anschließend wieder zu verlassen. In der Hookline wird der Ablauf eines Abends in Kürze wiedergegeben: „Ich traf sie nie wieder, sah sie nie wieder, füllte sie ab, letzten Abend an der Bar mit Tequila. Sie hat die Augen zu, doch ich muss weiter, tut mir leid. Es war 'ne gute Zeit, doch heute Nacht schläfst du allein.“ Die erste Strophe beschreibt die Erlebnisse des Rappers am „Montag“, in der zweiten Strophe wird der Vortag behandelt und in der letzten befindet sich der Musiker in der Gegenwart. Shiml spielt ein Konzert in Bremen und trifft dabei die Frau, mit der er einen Tag zuvor geschlafen hat, wieder. Diese stellt ihm ihre Freundin vor, die er als die Frau vom Montag identifiziert. Das Lied endet damit, dass Shiml von der Frau, die er am Montag kennengelernt hat, verprügelt wird: „Ich seh noch ihre Faust und dann traf ich sie wieder, sah ich sie wieder, fiel zu Boden nach einem gut gezielten Schlag auf meinen Kiefer.“ Tequila entstand am selben Abend wie Zeitraffer. Dies zeige, nach Ansicht Viohls, dass der Hip-Hop-Musiker in der Lage sei, zwischen verschiedenen Stimmungen in kurzer Zeit zu wechseln.

### Gastbeiträge
Shiml hat für sein zweites Soloalbum mit den deutschen Rappern Tua, MontanaMax und Casper zusammengearbeitet. MontanaMax, mit dem er bereits 2005 das gemeinsame Album Nach uns der Rest veröffentlicht hatte, war in dem Aufnahmeprozess zu Im Alleingang involviert, da er auch ein langjähriger Freund Shimls ist. Auch mit Casper, der an der Entstehung des Lieds Ich regel das beteiligt war, hatte der Bremer zuvor zusammengearbeitet. Der Kontakt zu Tua, den Shiml bei einem Festival in Hannover kennengelernt hatte, bestand dagegen nur im geringen Maße. Er wurde für einen Gastbeitrag angefragt, da der Rapper die Musik Tuas schätzt.
In Interviews gibt Shiml an, dass er auf seinen Alben, deren Stücke sich textlich häufig mit der Persönlichkeit des Musikers beschäftigen, nur wenige Gastrapper vertreten haben möchte. Es entstanden während der Aufnahmen auch Lieder mit den anderen Künstlern des Labels Selfmade Records, die dann aber nicht für Im Alleingang ausgewählt wurden, da der Bremer aufgrund seiner persönlichen Präferenz die Beiträge von Tua, MontanaMax und Casper für sein zweites Album nutzen wollte.

### Produktion
Die von Shiml vorgetragenen Texte sind mit Beats, der für Hip-Hop typischen musikalischen Untermalung, unterlegt, die von verschiedenen Hip-Hop-Produzenten beigesteuert wurden. Bei der Auswahl der Produzenten für das Album, legte Shiml Wert darauf, dass er die Arbeit der Musiker kenne und eine räumliche Nähe zu ihnen bestehe. So produzierte Alper, ein Hip-Hop-Musiker, der aus demselben Bremer Bezirk stammt wie Shiml, ein Großteil von Im Alleingang. Erster Akt, Marschmusik, Im Alleingang, Truemanshow, Schritt für Schritt, Weinender Clown und Credits sind die Stücke, die Alper zuzuordnen sind. Shiml nutzte außerdem zahlreiche Beats von Alper, da sie aus seiner Sicht eine „Stimmung“ und „Atmosphäre“ erzeugen, die in der Hip-Hop-Musik Seltenheitswert haben.
Mauvais Garcon steuerte mit Kannst du ihn sehen, Ich regel das und Panik drei Produktionen dem Tonträger bei. Des Weiteren wurden Zeitraffer und 3000 Watt von 7Inch, Bumfight von Awe und Tequila von Bjet produziert. Shiml, der seit Beginn seiner Tätigkeit als Musiker seine Stücke teilweise auch selber produziert hat, war für die musikalische Untermalung des Titels Du willst mehr verantwortlich. In Interviews gab er an, dass dieses Lied zu den Titeln gehört, die ihm persönlich am besten gefallen, da ihn der Aufnahmeprozess an den Beginn seiner Laufbahn als Hip-Hop-Musiker erinnert habe.
Im Gegensatz zu den 2008 über Selfmade Records veröffentlichten Alben Anarcho des Rappers Favorite und Kollegah von Kollegah, hat der Produzent Rizbo, abgesehen vom Outro, keine Beteiligung an Shimls Album. Der Bremer gibt an, dass er zwar gute Beats von Rizbo erhalten habe, diese jedoch nicht in das Konzept passten, das er sich vorgestellt hatte. Shiml hebt die fehlende Beteiligung Rizbos allerdings auch als vorteilhaft hervor, da sich Im Alleingang hierdurch stärker von den vorherigen Veröffentlichungen von Selfmade Records, die hauptsächlich von Rizbo produziert worden waren, unterscheide. Rizbo gibt an, dass seine Beats in erster Linie ein positives Gefühl beim Zuhörer erzeugen sollen und melancholische, tiefgehende Beats nicht sein Stil seien.

## Illustration
Auf dem Cover ist Shimls Kopf vor schwarzem Hintergrund erkennbar. Der Bremer trägt eine Kapuze und von seinem Gesicht ist nur ein Ausschnitt, der die Augen und einen Teil der Nase umfasst, erkennbar. Das Booklet zeigt eine Reihe von Fotos, die den Rapper abbilden sowie, mit Ausnahme der Titel Marschmusik, Ich regel das und Weinender Clown, die Texte der Stücke.
Die auch als Pressebilder fungierenden Fotos des Booklets wurden von Lars Henning Schröder geschossen. Im Anschluss wurde die Bearbeitung der Fotos und die Gestaltung des Artworks von Jacob „D139“ Roschinski übernommen. Dieser hatte zuvor bereits die Cover der Alben Kollegah und Schläge für Hip Hop gestalterisch umgesetzt.

## Vermarktung

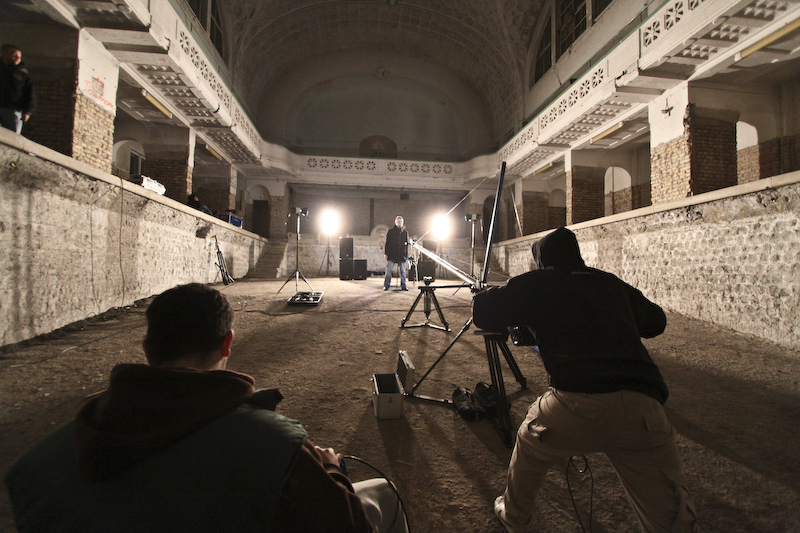
Videodreh zum Titel Kannst du ihn sehen

Am 18. Dezember 2008 wurde das Lied 3000 Watt als erste Hörprobe aus dem Album veröffentlicht. Der als „Pre-Single“ bezeichnete Titel kann kostenlos heruntergeladen werden. Ein weiteres Stück, das gratis ins Internet gestellt wurde, ist Schlechte Aussicht. Dieses erschien exklusiv auf der Internetseite Hip-Hop.de. Des Weiteren wurde ein Snippet veröffentlicht, in dem die Titel des Albums ausschnittsweise angespielt werden.
Das Stück Kannst du ihn sehen wurde als Video umgesetzt. Es entstand unter der Leitung der Medienagentur Famefabrik und wurde in einem ehemaligen Hallenbad in Heidelberg gedreht. Neben Shiml, tritt auch ein Junge im Video auf, der Shiml als Kind darstellen soll und von Jan Viohls Cousin gespielt wird. Shiml gibt an, dass er ursprünglich zu dem Titel Zeitraffer ein Video drehen wollte. Zu diesem hatte er sich auch Kameraeinstellungen überlegt. Kannst du ihn sehen war zu diesem Zeitpunkt noch nicht aufgenommen.
Kunden, die auf der Internetseite Mzee.com das Album bestellt haben, erhielten zusätzlich ein kostenloses T-Shirt.

## Rezeption

### Charts
Im Alleingang ist die erste Veröffentlichung Shimls, die in die deutschen Charts einsteigen konnte. Das Album belegte in der achten Kalenderwoche des Jahrs 2009 Position 86 der Album-Charts. Elvir Omerbegovic, der das Düsseldorfer Label leitet, erklärte später, dass sich das Album in Bezug auf die Erwartungen gut verkauft habe. Shiml sei kein polarisierender Künstler und habe durch seine dreijährige Abwesenheit von der Musik keinen Hype auslösen können, sodass das Label die Platzierung in den Charts und die Verkäufe des Albums als Erfolg werte.

### Kritik
Die Rezeption des Albums erfolgte hauptsächlich durch Medien, die sich vornehmlich mit Hip-Hop-Musik beschäftigen. Außerhalb dieses Rahmens erreichte Im Alleingang unter Kritikern wenig Beachtung. Die Redakteure, die Rezensionen verfassten, nahmen Shimls Album sehr unterschiedlich auf, was beim Vergleich der Kritiken durch die E-Zine Laut.de, die Internetseite Rap.de sowie den Hip-Hop-Magazinen Backspin und Juice deutlich wird. Während die Redaktion der Juice dem Album vier von möglichen sechs „Kronen“ zuspricht und lobend hervorhebt, Shiml zeige „sich von seiner besten Seite“, kritisiert Rap.de, der Rapper sei ein „normaler Junge“ und damit „nicht interessant genug.“ Die Texte des Musikers erzeugen, laut der Laut.de-Redakteurin Dani Fromm, „kraftvolle Bilder“ und die Redaktion der Backspin unterstreicht ebenfalls die „bildreiche[n] Geschichten, die seine Sicht der Dinge klar darstellen“. In der Rezension der Juice wird darauf hingewiesen, dass Shiml verschiedene Themen behandelt, ohne dabei „aufgesetzt zu wirken“. Im Gegensatz dazu kritisiert Rap.de die Belanglosigkeit der Texte, wodurch der Zuhörer ermüdet wird. Des Weiteren seien die Aussagen „schwammig und phrasenreich.“
Shiml erhielt von Laut.de vier von möglichen fünf Bewertungspunkten, wobei die Atmosphäre der Stücke als besondere Stärke des Rappers hervorgehoben wird. So erzeuge etwa der Titel Zeitraffer durch die Schilderung „gruselige[r] Monotonie uninspirierter Alltäglichkeit“ eine beängstigende Wirkung. Auch die Juice lobt die „angenehm, unspektakuläre Lebensumstandsbeschreibung“ des Textes. Konträr dazu steht erneut die Rap.de-Redaktion, die die Intention Shimls, die Monotonie des Alltags zu präsentieren, für nachvollziehbar hält, aber betont, dass dies nicht ausreicht, „um Zuhörer mitzureißen“.
Die Stücke Weinender Clown und Schritt für Schritt wirken, laut Juice-Kritik, „durch ihre verworrenen Inhalte sperrig“. Auch die Stücke Panik und 3000 Watt werden aus Mangel an Ironie eher negativ gewertet. Rap.de wirft Shiml im Falle von Tequila sowie Liedern, die dem Battle-Rap zugeordnet werden können, Unglaubwürdigkeit vor, da er „kein Macho“ sei und wenn er dies wie bei den genannten Beispielen versuche, der Zuhörer ihm das Ergebnis nicht abkaufe. Des Weiteren wird Du willst mehr als „grässliche Nummer“ abgetan, wohingegen die Juice das Lied positiv wertet.
Die Beats des Albums werden größtenteils positiv gewertet. Dani Fromm lobt die „stimmige Instrumentierung“ und die Juice hebt die Vielseitigkeit der Beats hervor, wohingegen Rap.de die Instrumentals als nervig, aber annehmbar bezeichnet. Auch die Raptechnik Shimls sei lediglich „Durchschnitt“. Die Juice-Redaktion lobt dagegen den „blitzschnelle[n], punktgenaue[n] Flow“ des Musikers. Insgesamt sei das Album, laut Backspin, zu „schwer verdaulich“, um Shiml eine ähnliche mediale Präsenz wie Favorite oder Kollegah zu bescheren. In einem abschließenden Fazit gibt die Juice an, Shiml zeige sich „als intelligenter, innovativer Texter, der das übliche Imponiergehabe eigentlich gar nicht nötig hätte.“

### Bestenliste
Die Redaktion von Laut.de wählte Im Alleingang auf Platz 5 der besten Hip-Hop-Alben des Jahres 2009. Damit ist Shiml der einzige deutsche Rapper, der unter den fünf besten Alben platziert ist. In einer weiteren Liste der 20 besten Hip-Hop-Lieder des Jahres, wurde Shimls Titel 3.000 Watt auf Position 5 gewählt.